# Kophene
Kophene é um gênero de mariposa pertencente à família Acrolophidae.